# Amatanejo
Amatanejo är en ort i Mexiko.   Den ligger i kommunen San Sebastián del Oeste och delstaten Jalisco, i den centrala delen av landet, 600 km väster om huvudstaden Mexico City. Amatanejo ligger 786 meter över havet och antalet invånare är 235.
Terrängen runt Amatanejo är huvudsakligen kuperad, men åt nordväst är den bergig. Runt Amatanejo är det ganska glesbefolkat, med 26 invånare per kvadratkilometer. Närmaste större samhälle är Cuastecomate, 10,2 km norr om Amatanejo. I omgivningarna runt Amatanejo växer i huvudsak lövfällande lövskog.